# 赵充国墓
赵充国墓，位于中国甘肃省清水县，为一个省级文物保护单位，类型为古墓葬。
赵充国墓的历史年代为汉代。